# Xylotrechus durangoensis
Xylotrechus durangoensis är en skalbaggsart som beskrevs av Chemsak och Linsley 1974. Xylotrechus durangoensis ingår i släktet Xylotrechus och familjen långhorningar. Inga underarter finns listade i Catalogue of Life.